# Kokošija ljubica
Kokošija ljubica (lat. Veronica persica) je jednogodišnja, zeljasta biljka iz porodice Plantaginaceae.

## Opis
Jednogodišnja, ređe dvogodišnja biljka. Koren je vretenast sa adventivnim korenovima. Stabljika je veoma tanka, prekrivena kovrdžavim dlakama, visine 10-40 (60) cm, položena delimično na zemlju, vršnim delom se izdiže.
Donji listovi stabla su naspramno postavljeni, s kratkom lisnom drškom (do 5 mm), široko jajasti do okruglasti, po obodu grubo testerasti, prekriveni proređenim dlakama. Srednji i gornji listovi stabla raspoređeni su naizmenično i gotovo su sedeći.
Cvetovi su pojedinačni, nalaze se na dugačkoj cvetnoj dršci u pazuhu listova. Cveta tokom cele godine, ali najintenzivnije tokom proleća i ranog leta.
Plod je čaura, široko srcasta ili bubrežasta, u kojoj se nalazi nekoliko semena. Formiranje ploda i semena je relativno retko i preovlađuje vegetativno razmnožavanje, ukorenjivanjem adventivnih korenova na nodusima puzeće stabljike ili otkinutih delova stabljike.

## Poreklo vrste
Vrsta vodi poreklo iz Zapadne Azije (Kavkaz i severna Turska). U Evropi je prvi put zabeležena nakon što je zasađena u botaničkoj bašti u Nemačkoj 1805. godine. Danas je vrlo česta u Nemačkoj, Poljskoj, Češkoj, Slovačkoj, Italiji i Velikoj Britaniji, kao i na severnom i južnom delu Afrike i u delovima Azije van njenog nativnog areala. Uneta je i rasprostanjena u Severnoj i Južnoj Americi, Austaliji i Novom Zelandu.
Osim što zauzima prostor autohtonim vrstama, spada i u glavne korovske vrste gajenih kultura, poput ovsa, ječma, pšenice, šećerne repe, uljane repice, suncokreta i vinove loze.

## Stanište i rasprostranjenje u Srbiji
U Srbiji je široko rasprostanjena.
Raste na nivama, ugarima, u vrtovima, voćnjacima i vinogradima, na zaparloženim površinama i šumskim čistinama. Preferira vlažna travna staništa, pa je česta duž obala vodotokova, ali i na ruderalnim staništima, kao što su ivice puteva ili đubrišta. Spada u veoma čest baštenski korov, koji šteti usevima. 

## Mere kontrole i suzbijanja
Preporučuju se mehanički metodi kontrole, kao što su plevljenje i okopavanje (zbog kratkog životnog ciklusa ove biljke metodi su slabo efikasni). Košenje se ne preporučuje jer dovodi do masovnog vegetativnog razmnožavanja ukorenjivanjem otkinutih  delova stabljike.

## Literatura
- Stojanović, Verica; Bjedov, Ivana; Jovanović, Ivana; Jelić, Ivana; Obratov-Petković, Dragica; Nešić, Marija; Nedeljković, Dragana (2021). Odabrane invazivne strane vrste u flori Srbije. Beograd: Zavod za zaštitu prirode Srbije. стр. 197. ISBN 978-86-80877-73-0.

## Spoljašnje veze
- https://www.gbif.org/species/3172077
- https://identify.plantnet.org/sr/k-world-flora/species/Veronica%20persica%20Poir./data